# Les Crimes de l'amour (film)
Pour les articles homonymes, voir Les Crimes de l'amour (homonymie).
Pour plus de détails, voir Fiche technique et Distribution.
Les Crimes de l'amour est un film français en deux parties réalisé par Alexandre Astruc, Maurice Barry et Maurice Clavel et sorti en 1953.
Ce sont deux adaptations, l'une d'après Le Rideau cramoisi de Jules-Amédée Barbey d'Aurevilly, l'autre d'après Mina de Vanghel, de Stendhal.

## Fiche technique
Sauf indication contraire, les informations mentionnées dans cette section peuvent être confirmées par la base de données cinématographiques IMDb,  présente dans la section « Liens externes ».

### Caractéristiques techniques communes aux deux segments
- Titre original français : Les Crimes de l'amour[1]
- Musique : Jean-Jacques Grünenwald
- Photographie : Eugen Schüfftan
- Décors : Mayo
- Costumes : Mayo
- Sociétés de production : Argos Films, Como Film (Samy Halfon)
- Pays de production :  France
- Langue originale : français
- Format : Noir et blanc - 1,37:1 - Son mono - 35 mm
- Durée : 91 minutes (1 h 31)
- Genre : Drame romantique
- Dates de sortie :
  - France : 6 mars 1953[1]

### 1ersegment:Le Rideau cramoisi
- Réalisation : Alexandre Astruc, assisté de Jean Leduc
- Scénario : Alexandre Astruc d'après Le Rideau cramoisi, première des six Diaboliques de Jules-Amédée Barbey d'Aurevilly
- Production : Sacha Kamenka
- Durée : 44 minutes

### 2esegment:Mina de Vanghel
- Réalisation : Maurice Barry et Maurice Clavel
- Scénario : Maurice Barry, Maurice Clavel et Georges Rouquier d'après Mina de Vanghel, un roman de Stendhal publié par Romain Colomb dans la Revue des Deux Mondes du 1er août 1853.
- Production : Anatole Dauman, Samy Halfon
- Durée : 47 minutes

## Distribution

### 1ersegment:Le Rideau cramoisi
- Anouk Aimée : Albertine
- Yves Furet : le narrateur
- Marguerite Garcya : la mère d'Albertine
- Jim Gérald : le père d'Albertine
- Jean-Claude Pascal : l'officier

### 2esegment:Mina de Vanghel
- Odile Versois : Mina de Vanghel
- Marie Sabouret : Mme de Larçay
- Alain Cuny : M. de Larçay
- Jean Servais : Ruppert
- Yvonne Yma : Mme de Vanghel
- Michel Bouquet : Narrateur
- Satan : Le chien